# 名古屋観光日急

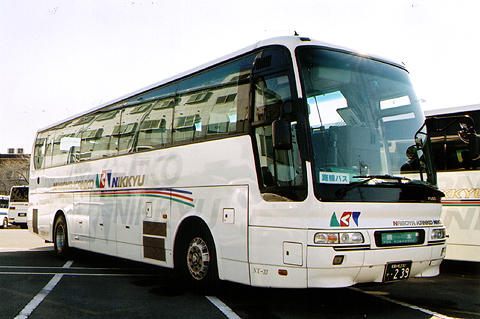
名古屋観光日急の夜行用車両

名古屋観光日急株式会社（なごやかんこうにっきゅう）は、かつて愛知県名古屋市に所在した名鉄グループのバス会社。名神ハイウェイバスなどの高速バスや、愛知県・三重県で貸切バスを運行していた。名鉄グループの観光バス事業再編に伴い、2008年7月1日に名鉄観光バス（旧・岐阜名鉄観光）、名鉄東部観光バス、名鉄西部観光バスと合併し、名鉄観光バスとなった。
本社は名古屋市中村区名駅4丁目4番8号に所在し、合併後は名鉄観光バス本社として引き継がれた。　

## 沿革

### 名古屋観光自動車
1951年（昭和26年）、名古屋鉄道の全額出資による貸切バス会社として名古屋観光自動車を設立。道路運送法改正により、旧法では一般貸切旅客自動車運送事業の範疇にあった貸切バスが、一般乗用旅客自動車運送事業（タクシー・ハイヤー）と一般貸切旅客自動車運送事業（貸切バス）に切り離されたことを機に、タクシー事業者の名鉄交通から分離する形で発足した。グループ企業にドラゴンズツアー、日本急行バス（後述）があった。

### 日本急行バス
1958年（昭和33年）7月18日、名古屋鉄道・京阪神急行電鉄・京阪電気鉄道・近江鉄道を中心として、日本急行バス（日急バス）が設立された。この日本急行バスは全国各地にハイウェイバス路線網を張り巡らせるべく、政府主導で事実上の「国策会社」として設立されたため、上記の4社以外にも全国各地の私鉄・路線バス会社318社からの共同出資によって発足した。当初の政府の方針では、全国のハイウェイバスは日本急行バス1社の手で運行させる予定であった。また、京阪にとっては戦前に構想されたものの挫折した名古屋急行電鉄構想を、名神高速道路を運行するバスによって実現するという位置づけもあった。
1964年（昭和39年）に開通した名神高速道路を走る高速バス路線は、国鉄バス（現：JR東海バス・西日本JRバス）以外にも数多くの会社が路線開業を計画して混乱したため、運輸省（現：国土交通省）が調整に入った。その結果、国の交通政策を体現する国鉄バスと、名神高速道路に隣接するバス路線網を持つ民営バス会社が出資する日本急行バスの2社体制により、名神ハイウェイバスを運行することとなった。
しかし、近鉄をはじめとする他の関西私鉄各社は、名鉄が最大出資となる日本急行バスの参加に納得せず、同様の不満を抱えた阪神・南海と3社で近鉄50 %、阪神・南海25 %ずつの出資比率により、独自に日本高速自動車を立ち上げ、運輸省に対して2社独占に対する弊害と不公平な資本参加を訴え、運輸省もその主張に同調する形で3社に対して高速バス免許を交付した。
また、その後に勃発した建設省・日本道路公団（共に当時）側と、運輸省・国鉄側の高速バス運行の主導権争いに建設省側が負けたため、建設省が設立に関わっていた日本急行バスは、結局、名神高速道路の運行に留まることとなった。
そもそも、名阪間の旅客輸送に関しては、名神高速の開通とほぼ同時期に速達性で太刀打ちできない東海道新幹線が開通しており、さらにそれ以前から近鉄特急（名阪特急）が高速バスと頻度・到着時間・運賃ともに遜色ない運行を行っていたため、高速バスの需要はもとより少ない状態であった。
その上、3社による運行（トリプルトラック）となったことから開業当初から熾烈な旅客の争奪戦が始まり、相次ぐ運賃値下げ・サービス拡充による採算性の悪化と、その後のマイカー普及による岐阜・滋賀両県下の途中停留所での利用減少などで乗客は著しく低迷し、3社ともかなりの赤字を出す路線となった。
このため1971年（昭和46年）には、日本急行バスの経営に最も深く関わっていた名鉄が責任を取る形で他社の出資を肩代わりし、日急バスを名鉄グループ入りさせて経営の立て直しを図った。1979年（昭和54年）にはこの一環として、名鉄傘下の大手観光バス会社である名古屋観光自動車へ運行委託を行った。
1999年（平成11年）には、名鉄直営のバス部門（現：名鉄バス）が運行していた夜行高速バス路線の一部（長崎線・熊本線）が日急バスへ移管された。

### 名古屋観光日急
2001年（平成13年）4月1日、名古屋観光自動車とグループ企業の日本急行バス、ドラゴンズツアーが合併し、名古屋観光日急となった。
なお、日本高速自動車も同様に近鉄が子会社化し、1983年（昭和58年）には名古屋近鉄バスと合併して名阪近鉄高速バス（現：名阪近鉄バス）となっている。

## 営業所
- 名古屋営業所
- 刈谷営業所
- 春日井営業所
- 四日市営業所
- 松阪営業所

### 廃止された営業所

#### 日本急行バス
所在地はいずれも当時のもの。
- 旧本社　名古屋市中村区鷹羽町1の23[2]
- 大阪支社（旧）　大阪市大淀区中津浜通5丁目1番地
- 大阪支社・大阪十三センター　大阪市東淀川区十三東之町1の22[2]
- 栗東営業所　滋賀県栗太郡栗東町字出庭上蝉ヶ町540-1[2][3]
- 小牧営業所　愛知県小牧市小牧原新田字畔地834[2][3]
- 茨木営業所[4]（1967年～1974年）[5]　大阪府茨木市宿久庄132番地の1 [6]
  - 大阪万博開催中は、日急万博ホステル（茨木市宿久庄132の1）を併設し、万博中央会場とは送迎バスで結ぶ。
- 京都車庫（1974年～）　京都市南区東九条山王町19番地
- 名古屋笹島センター　名古屋市中村区笹島町1の1[2]
- 六反駐車場　名古屋市中村区日置通8丁目8番地
- 八条駐車場　京都市南区東九条西山王町24番地
- 茨木駐車場　大阪府茨木市郡350番地
- 新大阪駐車場　大阪市東淀川区西中島町7丁目11番地
- 神戸駐車場　神戸市兵庫区湊町1丁目88番地
- 十三駐車場（旧）　大阪市東淀川区十三東之町1丁目6番地

## 車両
名鉄グループに属するため、長らく三菱エアロバスシリーズが主力であったが、2006年以降は新型セレガも導入していた。
名古屋観光日急は、旧三河観光（のち三河交通→名鉄東部観光バス）とグループ系列であったため、両社の貸切バスはカラーリングが共通しており、社名ロゴとラインの色違い程度であった。両社間での車両のトレードも行われていた。
旧名古屋観光自動車では、1980年代に看板車両としてベルギー・バンホール製の車両を導入していた。
名神ハイウェイバスでは、日本急行バス時代には京都線用車両として、正座席は28席として後部にサロンを設置した三菱スーパーエアロIを投入、「サロン特急」として運行していた。また、神戸線ではメルセデス・ベンツO303RHDを専用車として投入し、こちらは「ベンツ特急」として運行していた。ベンツ製車両は三河交通（のちの名鉄東部観光バス）へ譲渡後に廃車された。のちにはいずれの路線とも、通常の40人乗りハイデッカーが使用されている。
その後、名古屋鉄道（当時、現：名鉄バス）から一部の夜行高速バス路線が日本急行バスへ移管された際に車両も同時に転入、当初は名古屋鉄道時代の塗装のまま社名を変更した程度で使われていたが、2002年の事業再編後には同社独自のカラーに塗り替えられた。
貸切車は名古屋観光バスと日本急行バスの共同所有の車両も存在した。特徴的な車両としては、車内でのカラオケを楽しむため前方に小さいステージを設置した「ステージ・ワン」、東京ディズニーランドへの自社企画の夜行ツアーバス向けに、4列シートながらシートピッチを大幅に拡大して正座席32人乗り（トイレなし）とした「メルヘン」などが在籍していた（2007年時点では公式サイトに36人乗りと記載されていた）。
またかつては、三菱ふそうが東京モーターショーに出展した車両が公開後に即同社に供給された車両も存在した。

### ギャラリー

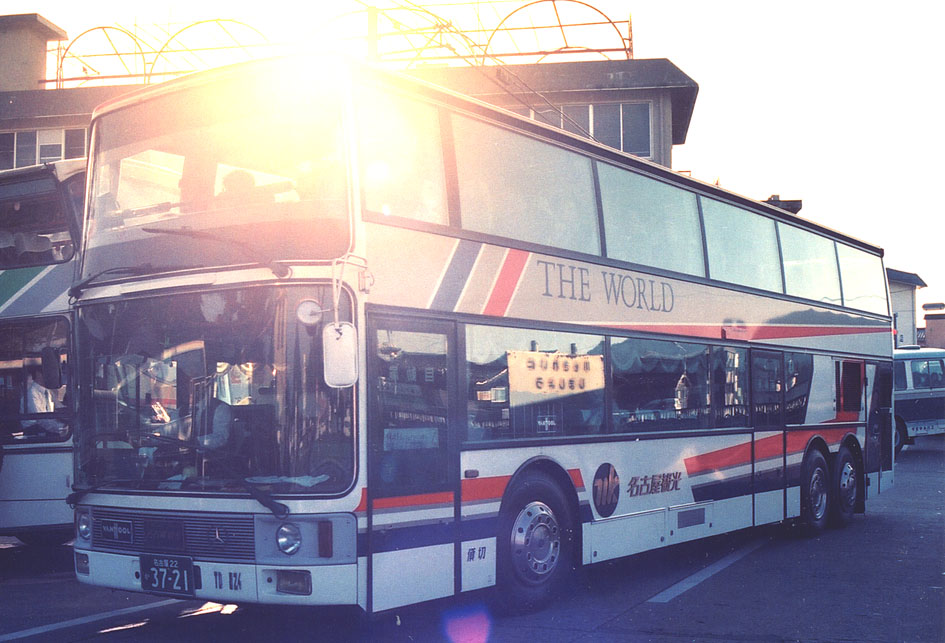
名古屋観光自動車時代に導入された二階建てバス「ザ・ワールド」（バンホール・アストロメガ）
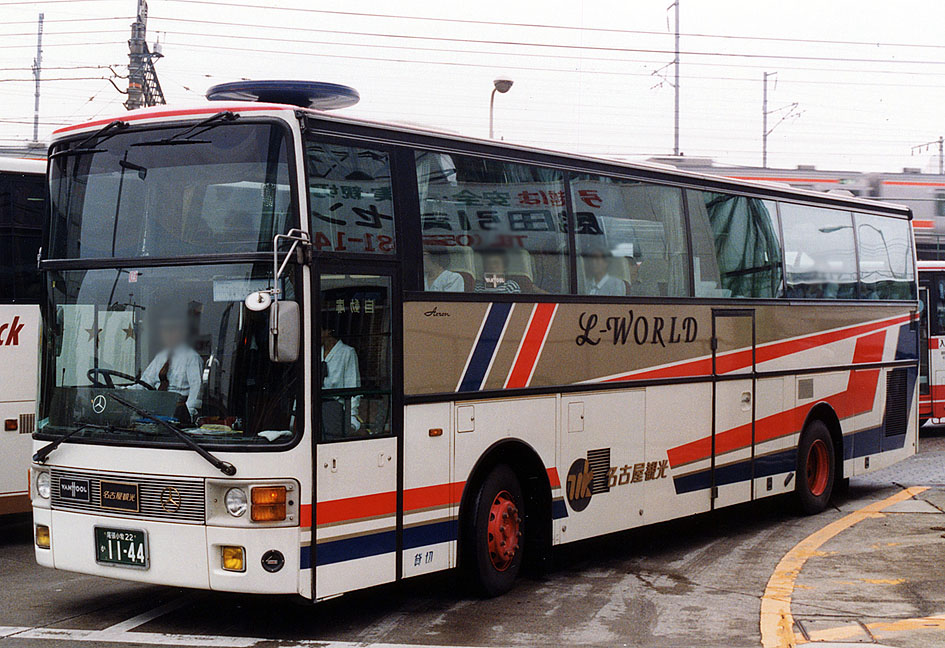
名古屋観光自動車時代に導入された中二階バス「エル・ワールド」（バンホール・アクロン）
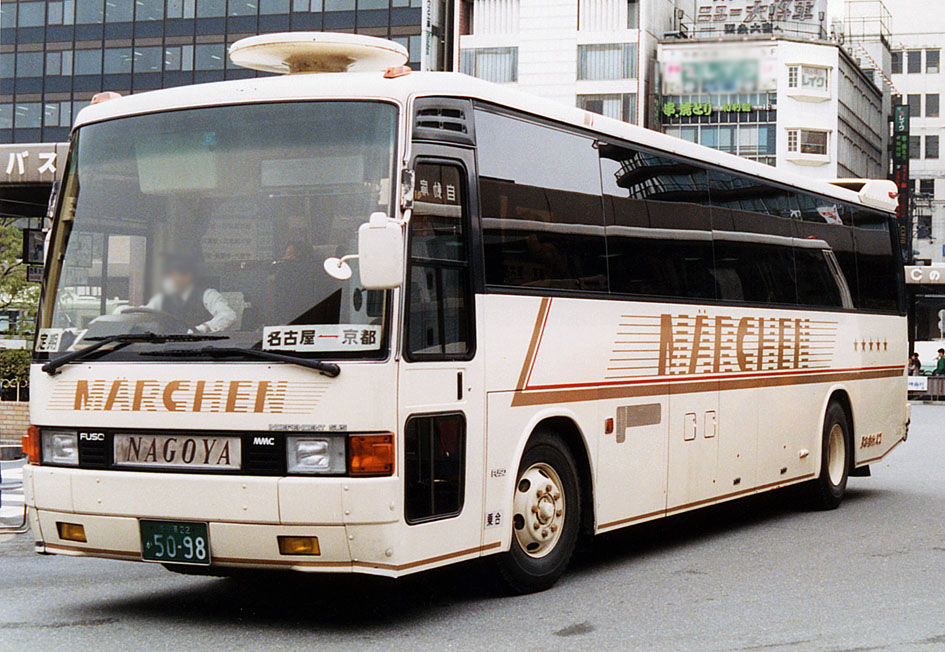
日本急行バス時代に導入された「メルヘン」
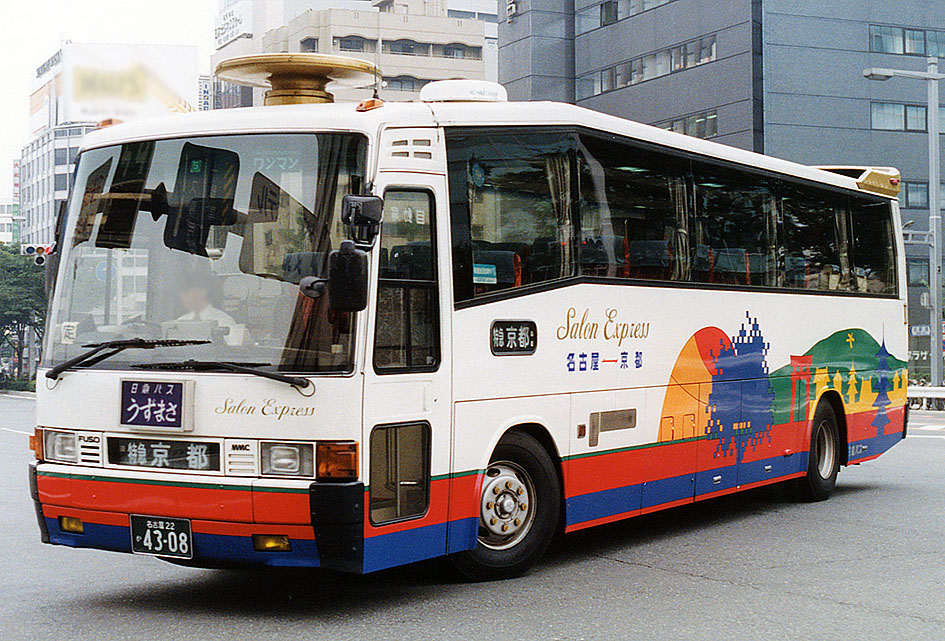
日本急行バス時代に名神ハイウェイバス京都線に投入された「サロン特急」の車両
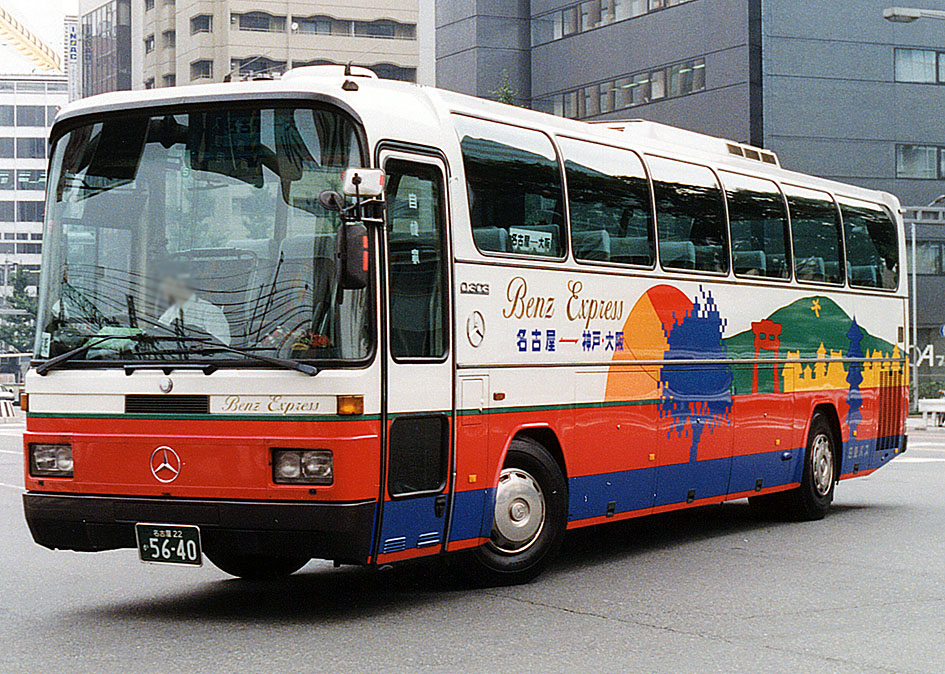
日本急行バス時代に名神ハイウェイバス神戸線・大阪線に投入された「ベンツ特急」の車両
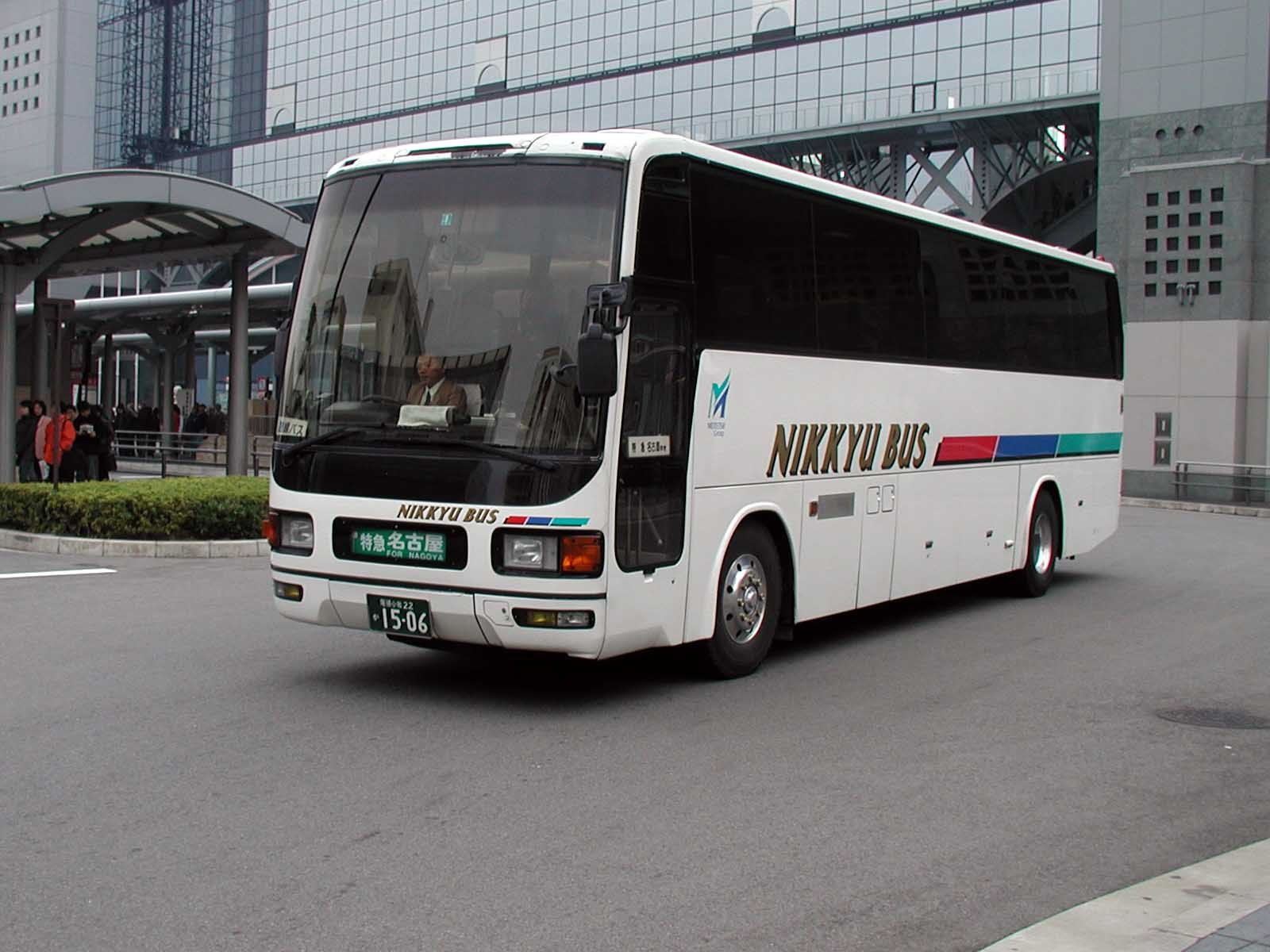
日本急行バス時代に導入されたエアロクイーンM
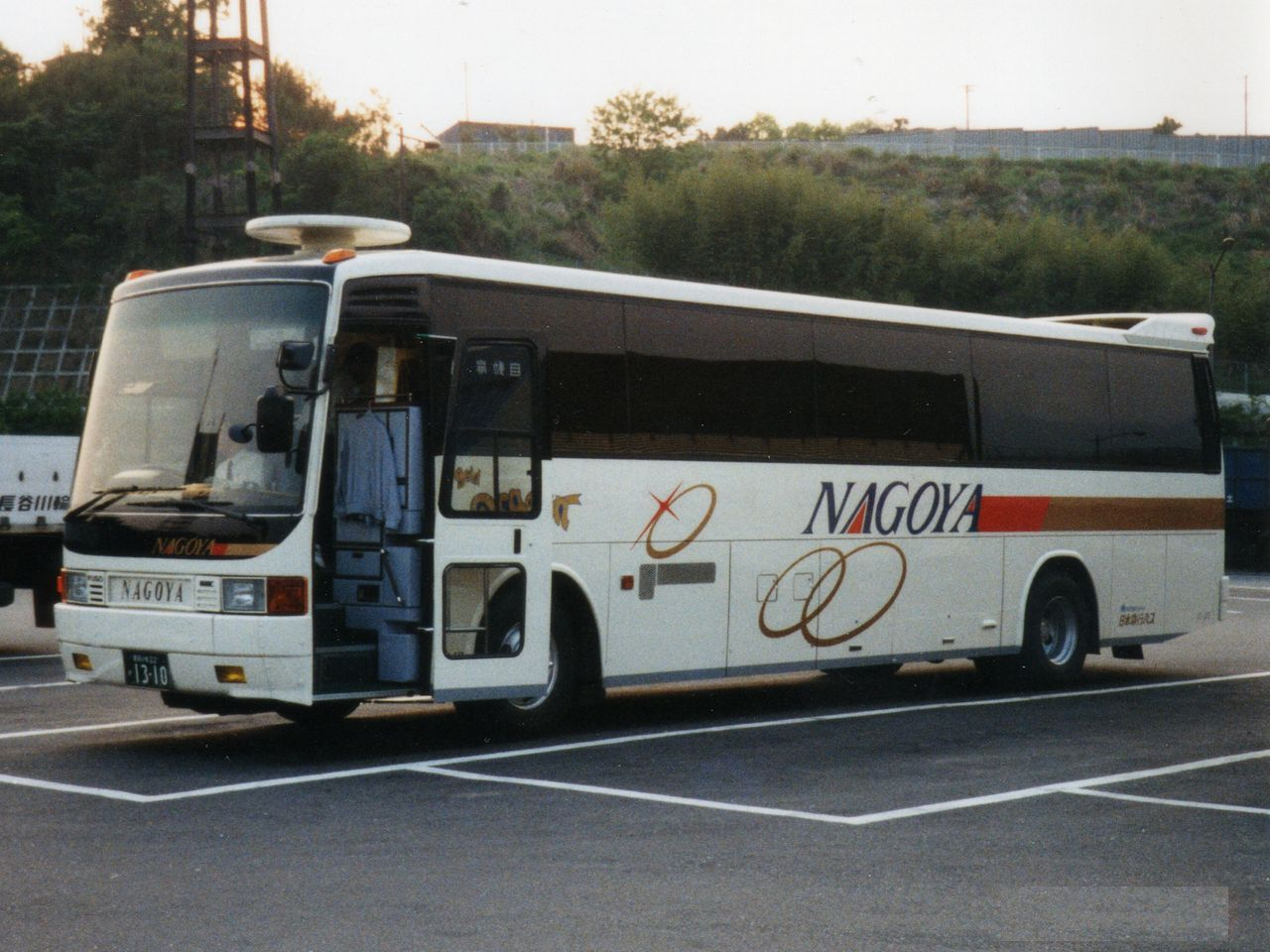
貸切車「ゴールドドラゴン」
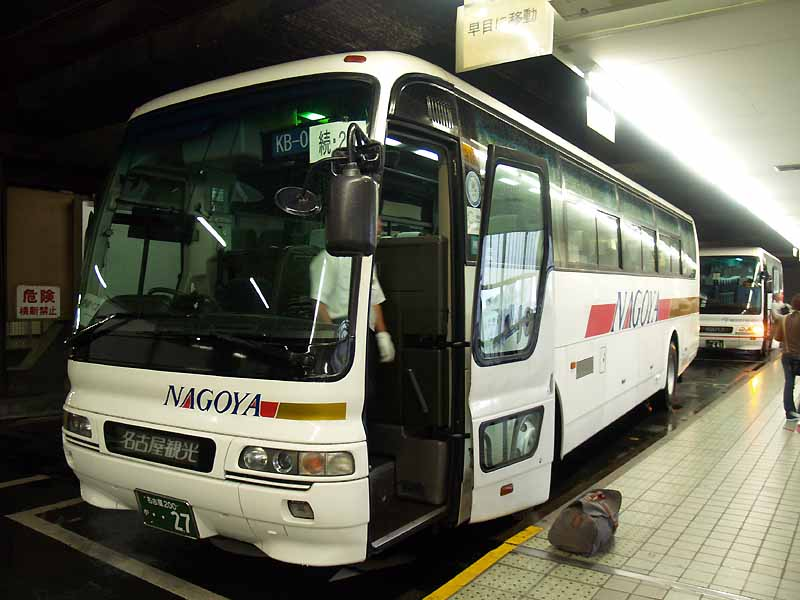
貸切車「ゴールドドラゴン」
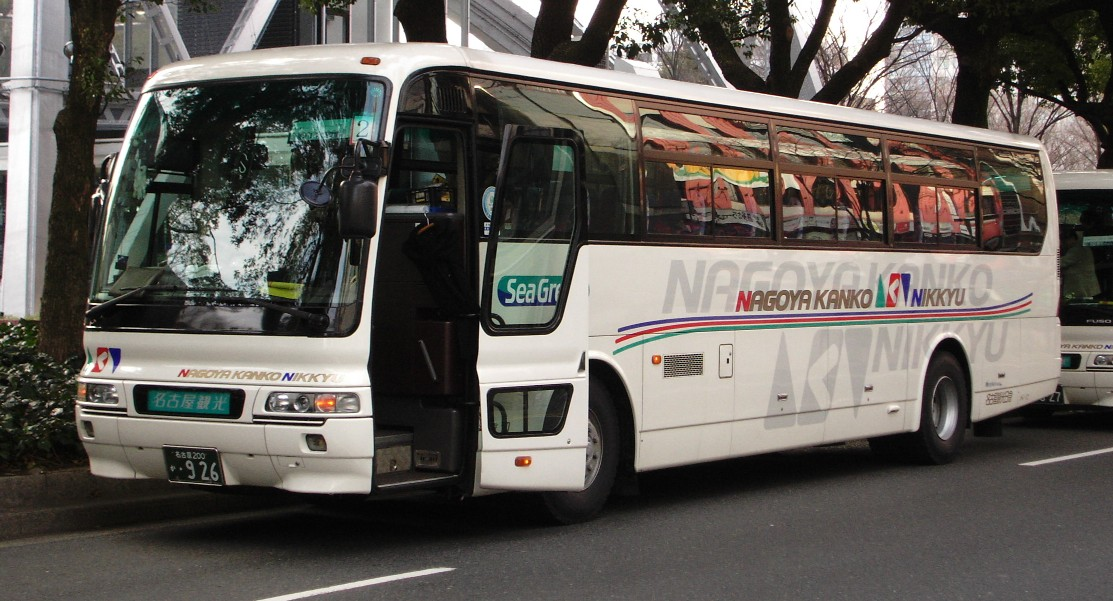
貸切車「シーグリーン」
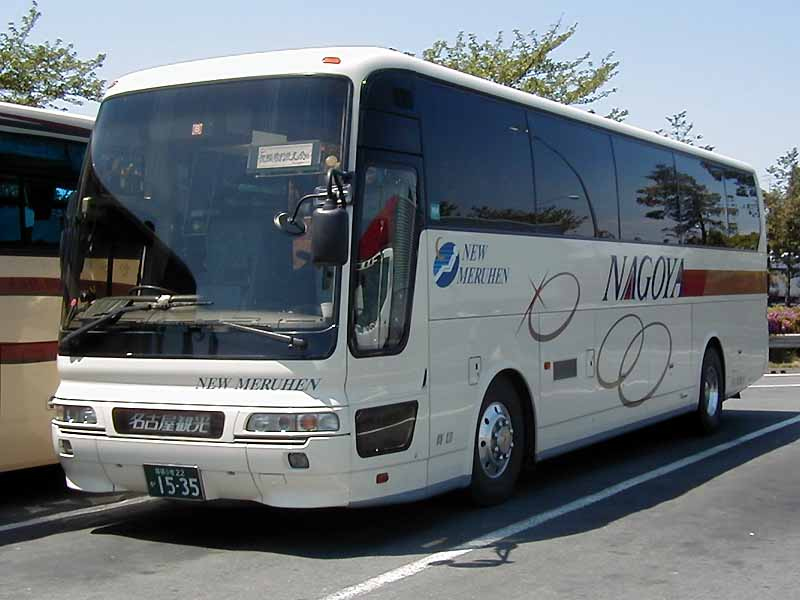
貸切車「ニューメルヘン」
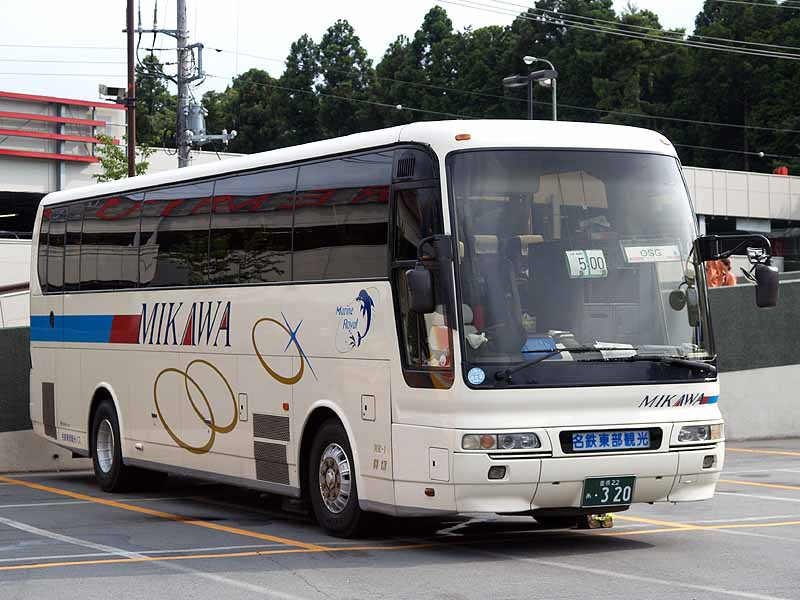
名鉄東部観光バスのカラーリング 貸切車「マリンロイヤル」